# Liste der Kulturdenkmale in Zettweil
Die Liste der Kulturdenkmale in Zettweil enthält die Kulturdenkmale des Landesamtes für Denkmalpflege und Archäologie in Sachsen-Anhalt in der Ortschaft Zettweil, welche zum Zeitzer Ortsteil Kayna gehört und ist eine Teilliste der Liste der Kulturdenkmale in Zeitz. Grundlage ist das Denkmalverzeichnis des Landes Sachsen-Anhalt, das auf Basis des Denkmalschutzgesetzes des Landes Sachsen-Anhalt, welches am 21. Oktober 1991 durch das Landesamt erstellt und seither laufend ergänzt wurde (Stand: 31. Dezember 2024).

## Zettweil
| Lage                    | Bezeichnung    | Beschreibung | Erfassungs- nummer | Ausweisungsart | Bild           |
| ----------------------- | -------------- | --- | ------------------ | -------------- | -------------- |
| Dorfstraße (Karte)      | Kirche         | | 094 86002          |                | Weitere Bilder |
| Dorfstraße (Karte)      | Kriegerdenkmal | Gefallenendenkmal für die Gefallenen des I. Weltkriegs und II. Weltkriegs, kubischer Sandstein mit gestaffelten Spitzdach, 1923 errichtet, 1986 restauriert und auf den Anger umgesetzt sowie mit 2 Bronzetafeln versehen | 094 86001          | Baudenkmal     | Weitere Bilder |
| Dorfstraße 3 (Karte)    | Wohnhaus       | | 094 85997          | Baudenkmal     | BW             |
| Dorfstraße 7 (Karte)    | Bauernhof      | | 094 85998          | Baudenkmal     | BW             |
| Dorfstraße 19 (Karte)   | Wohnhaus       | | 094 85999          | Baudenkmal     | Wohnhaus       |
| Dorfstraße 25 (Karte)   | Wohnhaus       | | 094 86000          | Baudenkmal     | BW             |
| Mittelstraße 1 (Karte)  | Bauernhof      | | 094 86003          | Baudenkmal     | BW             |
| Mittelstraße 2 (Karte)  | Wohnhaus       | | 094 86004          | Baudenkmal     | BW             |
| Mittelstraße 3 (Karte)  | Bauernhof      | | 094 86005          | Baudenkmal     | BW             |
| Mittelstraße 4 (Karte)  | Wohnhaus       | | 094 86006          | Baudenkmal     | BW             |
| Mittelstraße 5 (Karte)  | Bauernhof      | | 094 86007          | Baudenkmal     | BW             |
| Mittelstraße 6 (Karte)  | Bauernhof      | | 094 86009          | Baudenkmal     | BW             |
| Mittelstraße 7 (Karte)  | Bauernhof      | Bauernhof | 094 86010          | Baudenkmal     | BW             |
| Mittelstraße 9 (Karte)  | Bauernhof      | Bauernhof | 094 86012          | Baudenkmal     | BW             |
| Mittelstraße 10 (Karte) | Bauernhof      | | 094 86013          | Baudenkmal     | BW             |
| Zum Eichberg 1 (Karte)  | Bauernhof      | | 094 86015          | Baudenkmal     | BW             |
| Zum Eichberg 2 (Karte)  | Bauernhof      | | 094 86016          | Baudenkmal     | BW             |

## Ehemalige Kulturdenkmale
Die nachfolgenden Objekte waren ursprünglich ebenfalls denkmalgeschützt oder wurden in der Literatur als Kulturdenkmale geführt. Die Denkmale bestehen heute jedoch nicht mehr, ihre Unterschutzstellung wurde aufgehoben oder sie werden nicht mehr als Denkmale betrachtet. Mitunter sind Einzelobjekte aber noch immer Bestandteil eines geschützten Denkmalbereichs.
| Lage                   | Bezeichnung | Beschreibung | Erfassungs- nummer | Ausweisungsart | Bild |
| ---------------------- | ----------- | --- | ------------------ | -------------- | ---- |
| Mittelstraße 8 (Karte) | Bauernhof   | Bauernhof 2024 wurde der Hof aus dem Denkmalverzeichnis gestrichen. Zur Begründung wurden „redaktionelle Gründe“ angegeben. | 094 86011          | Baudenkmal     | BW   |

## Legende
In den Spalten befinden sich folgende Informationen:
- Lage: Nennt den Straßennamen und wenn vorhanden die Hausnummer des Kulturdenkmals. Die Grundsortierung der Liste erfolgt nach dieser Adresse. Der Link „Karte“ führt zu verschiedenen Kartendarstellungen und nennt die geographischen Koordinaten.
Link zu einem Kartenansichtstool, um Koordinaten zu setzen. In der Kartenansicht sind Baudenkmale ohne Koordinaten mit einem roten bzw. orangen Marker dargestellt und können in der Karte gesetzt werden. Baudenkmale ohne Bild sind mit einem blauen bzw. roten Marker gekennzeichnet, Baudenkmale mit Bild mit einem grünen bzw. orangen Marker.
- Offizielle Bezeichnung: Nennt den Namen, die Bezeichnung oder zumindest die Art des Kulturdenkmals und verlinkt, soweit vorhanden, auf den Artikel zum Objekt.
- Beschreibung: Nennt bauliche und geschichtliche Einzelheiten des Kulturdenkmals, vorzugsweise die Denkmaleigenschaften.
- Erfassungsnummer: Für jedes Kulturdenkmal wird in Sachsen-Anhalt eine 20stellige Erfassungsnummer vergeben. Die letzten zwölf Ziffern werden für die Untergliederung nach Teilobjekten genutzt und werden nur angegeben, soweit vergeben. In dieser Spalte kann sich folgendes Icon  befinden, dies führt zu Angaben zu diesem Baudenkmal bei Wikidata.
- Ausweisungsart: Die Einordnung des Denkmales nach § 2 Abs. 2 DenkmSchG LSA
- Bild: Ein Bild des Denkmales, und gegebenenfalls einen Link zu weiteren Fotos des Kulturdenkmals im Medienarchiv Wikimedia Commons. Wenn man auf das Kamerasymbol klickt, können Fotos zu Kulturdenkmalen aus dieser Liste hochgeladen werden: